# Милан Мушкатировић
Милан Гале Мушкатировић (Бихаћ, 9. март 1934 — Београд, 27. септембар 1993) био је југословенски ватерполиста који је играо на позицији голмана.
Сматра се једним од најбољих светских ватерполо голмана током 1960-их.
Дипломирао је на Београдском универзитету 1959. године, а 1965. године постао професор органске хемије на Технолошко-металуршком факултету Универзитета у Београду, а касније и његов декан. Након завршетка спортске каријере постао је познат као научни и друштвено-спортски радник.

## Успеси и медаље
На Олимпијским играма је учествовао два пута. На Олимпијским играма 1960. године у Риму је са репрезентацијом Југославије заузео 4. место, док је на Олимпијским играма 1964. године у Токију освојио сребрну медаљу.
На Европском првенству у ватерполу 1958. године које је одржано у Будимпешти је освојио сребрну медаљу.
На Медитеранским играма које су одржане 1963. године у Напуљу је освојио златну медаљу.

## Клупска каријера
Ватерполо каријеру је започео 1948. године у београдском клубу ВК Железничар. Милан Мушкатировић је постао познат као голман Јадрана из Херцег Новог. Са Јадраном је био првак СФРЈ 1958. и 1959. године. Након тога се враћа у Партизан који се 1960. године вратио у Прву лигу СФРЈ. Са Партизаном је 1963. године постао првак СФРЈ, а то је била прва титула за „црно беле“.
Године 1964. је први пут одржан Куп шампиона (данашња Лига шампиона) који је освојио београдски Партизан победивши Динамо из Москве. Милан Мушкатировић је тада био капитен Партизана. Године 1965. Мушкатировић са Партизаном осваја друго место у Купу шампиона, изгубивши од Про Река. Као капитен „црно-белих“ поново осваја Куп шампиона 1966. године када је Партизан победио Динамо Магдебург из Источне Немачке.
Преминуо је 27. септембра 1993. године, од последица срчаног удара у 60. години живота.

## Занимљивости
Једно време забављао се са Оливером Катарином, која је касније постала позната глумица.
По њему носи име Спортско рекреативно пословни центар у Београду, у општини Стари град.
ЈСД Партизан сваке године додељује награду „Милан Гале Мушкатировић“ за најперспективнијег младог спортисту.
На турниру „Партизанове легенде“ награда за најбољег голмана носи име Милан Мушкатировић, а сем њему турнир је посвећен још Зорану Јанковићу и Мирку Сандићу.